# Ліва опозиція в РКП(б) і ВКП(б)
Ліва опозиція — умовна назва політичної течії всередині РКП(б) і ВКП(б) в 1920-ті роки. У різний час найвідомішими її представниками були Лев Троцький, Євген Преображенський, Тимофій Сапронов, Карл Радек, Леонід Серебряков, Іван Смирнов, Християн Раковський, Лев Сосновський, Олександр Воронський, деякий час — Григорій Зінов'єв, Лев Каменєв, Надія Крупська.
Ліва опозиція почала формуватися в ході партійної боротьби в період хвороби Леніна і особливо після його смерті в січні 1924 року. Лінія боротьби проходила між Троцьким і його прихильниками з одного боку та тріумвіратом у складі Зінов'єва, Сталіна, Каменєва і їх прихильниками — з іншого.

## XII з'їзд РКП (б)
Напередодні XII з'їзду РКП(б)] в партії поширювався документ під назвою «Сучасне становище РКП і завдання пролетарського комуністичного авангарду», авторство якого Григорій Зінов'єв, який виступав на з'їзді з політичним звітом ЦК, приписував колишнім членам групи «демократичного централізму». Документ закликав «домагатися скасування постанов, що забороняють внутрішньопартійні угруповання, і припинення гонінь на товаришів, які виступають колективно по партійним і радянським питанням», оскільки, вважали автори, «без права колективних виступів немає і не може бути критики і дискусії», а «підтримка» єдності партії шляхом механічного тиску означає на ділі диктатуру певної групи. У документі пропонувалося «відкрити дійсно широкий безперешкодний доступ безпартійних на всі радянські посади, у тому числі виборні», з тим щоб «знищити монополію комуністів на відповідальні місця, позбавити партквиток значення патенту і тим послабити засмічення партії кар'єристами». 
Багато положень документа були співзвучні і тим ідеям, які протягом останнього року — на XII з'їзді і в своїх листах до ЦК — висловлював Лев Троцький. Автори документа виразно співчували йому і закликали з'їзд видалити від керівництва «одного-двох найбільш фракційно налаштованих відповідальних працівників панівної групи: Зінов'єва, Сталіна, Каменєва». Підозри Зінов'єва виправдали виступи деяких колишніх «децистів» на самому з'їзді, насамперед Володимира Косіора та Валеріана Осинського, з приводу посилення внутрішньопартійного режиму. Владислав Косіор, зокрема, нагадав, що резолюція X з'їзду «Про єдність партії», що заборонила фракції і угруповання, носила надзвичайний характер, але цей «винятковий закон» зведений більшістю Політбюро в систему управління партією, під фракційність і групівщину підводиться будь-яка критика на адресу ЦК.

## 1925
У період між XIV конференцією і XIV з'їздом партії склалася так звана «нова опозиція», або «ленінградська», хоча в її складі було й чимало москвичів.
«Нова опозиція», погляди якої сформульовані в т. зв. «Платформі 4-х» (Зінов'єв, Каменєв, Сокольников і Крупська), критикувала, в першу чергу, економічний поворот в селі, внутрішньопартійний режим — в чому «ленінградці» солідаризувалися тепер з опозицією 1923 року, а також теорію побудови соціалізму в одній окремо взятій країні. У грудні 1925 року, на XIV з'їзді, де Сталін вперше виступав з політичним звітом ЦК, Зінов'єв був висунутий співдоповідачем від ленінградської делегації; але палкі дискусії закінчилися поразкою «нової опозиції»: з'їзд прийняв резолюцію, що засудила її погляди. Зінов'єв після з'їзду був знятий з постів голови виконкому Ленінградської ради та Виконкому Комінтерну, а Каменєв — з посади голови Виконкому рос. Моссовета (Мосміськради).

## Об'єднана опозиція: 1926–1927 роки
У 1926 році відбувається об'єднання прихильників Троцького і «Нової опозиції», а також деяких колишніх учасників «Робочої опозиції» і групи демократичного централізму.
У грудні 1927 XV з'їзд партії оголосив погляди Лівої опозиції і Троцького несумісними з членством у ВКП(б), після чого з партії були виключені 75 активних членів об'єднаної опозиції, а також члени групи Сапронова і Володимира Смирнова. Резолюція з'їзду «Про опозицію» доручала ЦК і ЦКК «вжити всіх заходів ідейного впливу на рядових членів троцькістської опозиції з метою їх переконання при одночасному очищенні партії від усіх явно невиправних елементів троцькістської опозиції». Хоча за офіційними даними, в ході передз'їздівської дискусії за платформу опозиції проголосувало всього 4120 членів партії (плюс 2676 утрималися від голосування), в цілому перед з'їздом, під час нього і після з партії було виключено приблизно 8 тисяч опозиціонерів. При цьому правляча фракція всіма засобами намагалася зберегти в партії опозиціонерів-робітників.

## Ліва опозиція після 1927
Після виключення з партії Зінов'єв, Каменєв і більшість їхніх прихильників вже на XV з'їзді визнали свої помилки і були відновлені в партії; в опозиції залишилися тільки так звані «ліві зінов'ївці». Однак у той період Зінов'єв і Каменєв вже не мали жодного впливу всередині партії. У свою чергу, Троцький і його прихильники, а також прихильники Володимира Смирнова і Тимофія Сапронова не відмовилися від своїх поглядів, і на початку 1928 тисячі опозиціонерів були заслані в віддалені райони Радянського Союзу. Багато з них незабаром опинилися в політізоляторах. У лютому 1929 Троцький був висланий з країни.